# Аденкур
Аденкур (фр. Adaincourt) насеље је и општина у североисточној Француској у региону Лорена, у департману Мозел која припада префектури Буле Мозел.
По подацима из 2011. године у општини је живело 117 становника, а густина насељености је износила 34,21 становника/km². Општина се простире на површини од 3,42 km². Налази се на средњој надморској висини од 160 метара (максималној 273 m, а минималној 221 m).

## Демографија
| 1962. | 1968. | 1975. | 1982. | 1990. | 1999. | 2011. |
| ----- | ----- | ----- | ----- | ----- | ----- | ----- |
| 70    | 74    | 88    | 84    | 98    | 107   | 117   |

График промене броја становника у току последњих година